# بي إتش بي إديت
بي إتش بي إديت (بالإنجليزية: PHPEdit)‏ هي بيئة تطوير متكاملة غير مجانية طورتها الشركة الفرنسية ووتربروف. مكتوبة بلغة دلفي وتعمل على نظام التشغيل ويندوز. صُممت أساسا للغة بي إتش بي ولكنها تدعم عدة لغات آخرى مثل سي إس إس، إتش تي إم أل، جافا سكريبت، أي إن أي، إس كيو إل، إكس إم أل، إكس إس إل تي. تبلغ كلفة البرنامج 89.00 يورو، وهو متوفر أيضا برخصة مجانية ولكنها مخصصة فقط للإستخدام غير التجاري (استعمال شخصي).